# Тетрагидроксоалюминат натрия
Тетрагидроксоалюминат натрия — комплексная соль чёрного цвета, имеющая формулу Na[Al(OH)4]. 
В свободном виде не выделен. 
Существует при комнатной температуре в концентрированном растворе гидроксида натрия. 
При нагревании состав аниона усложняется. При кристаллизации удаётся выделить Na4[Al(OH)7],  Na6[Al6O4(OH)16]  и Na4[Al4O3(OH)10]. Разлагается при разбавлении раствора водой и обработке кислотами. Реагирует с карбонатом аммония и хлоридом алюминия.

## Химические свойства
При 800 С° полностью разлагается на алюминат натрия и воду:
{\displaystyle {\mathsf {Na[Al(OH)_{4}]\rightarrow NaAlO_{2}\downarrow +2H_{2}O\uparrow }}}
При нормальных условиях может поглощать углекислый газ:
{\displaystyle {\mathsf {Na[Al(OH)_{4}]+CO_{2}\rightarrow NaHCO_{3}+Al(OH)_{3}\downarrow }}}
{\displaystyle {\mathsf {2Na[Al(OH)_{4}]+CO_{2}\rightarrow Na_{2}CO_{3}+2Al(OH)_{3}\downarrow +H_{2}O}}}
Разрушается сильными кислотами:
{\displaystyle {\mathsf {Na[Al(OH)_{4}]+HCl\rightarrow NaCl+Al(OH)_{3}\downarrow +H_{2}O}}}
{\displaystyle {\mathsf {Na[Al(OH)_{4}]+4HCl\rightarrow NaCl+AlCl_{3}+4H_{2}O}}}
Взаимодействие с хлоридом аммония:
{\displaystyle {\mathsf {Na[Al(OH)_{4}]+NH_{4}Cl\rightarrow NaCl+NH_{3}\uparrow +Al(OH)_{3}\downarrow +H_{2}O}}}

## Получение
Реакция алюминия с гидроксидом натрия и водой:
{\displaystyle {\mathsf {2Al+2NaOH+6H_{2}O\rightarrow 2Na[Al(OH)_{4}]+3H_{2}\uparrow }}}
Смешивание гидроксидов алюминия и натрия:
{\displaystyle {\mathsf {Al(OH)_{3}+NaOH\rightarrow Na[Al(OH)_{4}]}}}
Реакция соли алюминия с избытком щёлочи:
{\displaystyle {\mathsf {AlCl_{3}+4NaOH\rightarrow 3NaCl+Na[Al(OH)_{4}]}}}
Взаимодействие оксида алюминия с раствором гидроксида натрия:
{\displaystyle {\mathsf {Al_{2}O_{3}+2NaOH+3H_{2}O\rightarrow 2Na[Al(OH)_{4}]}}}